# (3725) Valsecchi
(3725) Valsecchi es un asteroide perteneciente al cinturón de asteroides, descubierto el 1 de marzo de 1981 por Schelte John Bus desde el Observatorio de Siding Spring, Nueva Gales del Sur, Australia.

## Designación y nombre
Designado provisionalmente como 1981 EA11. Fue nombrado Valsecchi en honor al astrofísico italiano Giovanni B. Valsecchi.